# Servicio Federal Ruso de Aduanas

Bandera del Servicio Federal Ruso de Aduanas, 1994

El Servicio Federal Ruso de Aduanas (en ruso: Федеральная таможенная служба Российской Федерации, Federalnaya tamozhennaya sluzhba Rossiskoy Federatsii; abreviado ФТС России, FTS Rossii) es un servicio ruso gubernamental regulador de aduanas.
Desde el 12 de mayo de 2006 ha sido liderado por Andrey Belyaninov y estado bajo la autoridad directa del gobierno de Rusia. Hasta el 2006 el Servicio Federal Ruso de Aduanas estaba bajo la responsabilidad del Ministerio de Desarrollo Económico.

## Historia
Los Servicios de Aduanas fueron formados en Rusia en 1865 como el Departamento de Aduanas del Ministerio de Finanzas.
En 1917 el Servicio Soviético de Aduanas fue operado como el Directorio Principal de Control de Aduanas como parte de la Comisaría Popular para Comercio e Industria.
En 1991 las Aduanas Soviéticas fueron reemplazadas por el Comité Estatal de Aduanas para el Desarrollo Económico, y en 2006 fue renombrado a su nombre actual.